# Antisect
Gli Antisect erano un gruppo anarcho-punk formatosi nel 1982 a Daventry, Northamptonshire, nel Regno Unito. Il loro album di debutto, intitolato In Darkness... There Is No Choice è stato realizzato nel 
1983 su etichetta Spiderleg Records e ha raggiunto la posizione numero 4 nella classifica degli album indie.

## Membri fondatori
- Pete Boyce - voce
- Pete Lyons - chitarra
- Renusze Rokicki - basso
- Pete Paluskiewicz - batteria

## Discografia
- 1983 - In Darkness... There Is No Choice 12" (Spiderleg Records)
- 1985 - Out From The Void 7" (Endangered Musik)
- 1984 - HALLO THERE LIVE
- 1994 - Peace Is Better Than A Place In History 12" (Vinyl Japan)
- 1998 - In Darkness... There Is No Choice CD (Southern Records)

### Audiocassette
- Demo #1 1982
- Demo #2 1982
- Demo #3 1985
- Live Norwich rainbow fair 1986
- Split live tape with sacrilege 1987